# 381 (numero)
Trecentottantuno (381) è il numero naturale dopo il 380 e prima del 382.

## Proprietà matematiche
- È un numero dispari.
- È un numero composto con 4 divisori: 1, 3, 127, 381. Poiché la somma dei divisori (escluso il numero stesso) è 131 < 381, è un numero difettivo.
- È un numero semiprimo.
- È un numero omirpimes.
- È la somma dei primi 16 numeri primi consecutivi (381=2+3+5+7+11+13+17+19+23+29+31+37+41+43+47+53).
- È un numero palindromo nel sistema numerico binario e nel sistema di numerazione posizionale a base 8 (575).
- È parte delle terne pitagoriche (381, 508, 635), (381, 8060, 8069), (381, 24192, 24195), (381, 72580, 72581).
- È un numero congruente.

## Astronomia
- 381P/LINEAR-Spacewatch è una cometa periodica del sistema solare.

- 381 Myrrha è un asteroide della fascia principale del sistema solare.

## Astronautica
- Cosmos 381 è un satellite artificiale russo.